# سفارت لبنان در لندن
سفارت لبنان در لندن (به انگلیسی: Embassy of Lebanon) یک سفارت در بریتانیا است که در لندن واقع شده‌است.